# Tsuyoshi Yamaguchi
Tsuyoshi Yamaguchi (en japonés: 山口剛史, Yamaguchi Tsuyoshi; Minamifurano, 21 de noviembre de 1984) es un deportista japonés que compite en curling.
Ganó una medalla de bronce en el Campeonato Pan Continental de Curling Masculino de 2023. Participó en los Juegos Olímpicos de Pyeongchang 2018, ocupando el octavo lugar en la prueba masculina.

## Palmarés internacional
| Campeonato Pan Continental | Campeonato Pan Continental | Campeonato Pan Continental | Campeonato Pan Continental |
| Año                        | Lugar                      | Medalla                    | Prueba                     |
| -------------------------- | -------------------------- | -------------------------- | -------------------------- |
| 2023                       | Kelowna (Canadá)           | Medalla de bronce          | Equipo                     |